# 西堀泰英
西堀 泰英（にしほり やすひで）は、日本の都市計画・システム工学者。大阪工業大学工学部都市デザイン工学科准教授。工学博士（名古屋大学）・技術士（総合技術監理部門・建設部門）。日本都市計画学会学術委員会委員。土木学会土木計画学研究小委員会革新的技術導入における合意形成研究小委員会委員。EURO Working Group on Transportation(EWGT) 2021 Reviewer。元土木学会土木計画学研究委員会交通まちづくりの実践研究小委員会委員。
専門は、都市計画（スマートシティ・まちづくり等）・都市環境工学、土木計画学・交通工学、システム工学（特にモビリティ・エコシステム）。

## 経歴
名古屋大学大学院環境学研究科都市環境学専攻単位取得満期退学、工学博士（名古屋大学）。中央復建コンサルタンツにて、道路や公共交通などの交通施設計画・まちづくりの業務を担当。2015年豊田都市交通研究所主席研究員として、自動運転・モビリティを活用したスマートシティを目指すテクノロジー・システムに関する研究に従事。2021年大阪工業大学工学部都市デザイン工学科に着任し、現在は同学科准教授。
主な所属学会は、日本都市計画学会、土木学会、日本モビリティ・マネジメント会議、交通工学研究会、自動車技術会など。
主な著書は、「変革社会に対応する新しい都市計画像 - 動き始めたコンパクト・プラス・ネットワーク型都市への取り組み」（共著、 中日出版2020、学術書）。

## 主な受賞
- 東京大学空間情報研究センター優秀共同研究発表賞：「中心市街地の変化が歩行者通行量に及ぼす影響の分析」
- 国土交通省近畿地方整備局京都国道事務所優良建設技術者表彰
- 日本モビリティ・マネジメント会議プロジェクト賞
- Best Paper Award (International Academy, Research, and Industry Association, フランス）
- Best paper Award (IEEE Smart Cities Conference, メキシコ)

## 主な研究
- 歩行者量等を用いたスマートシティ時代のまちづくりのための新たな評価手法の開発
- 交通ビッグデータを用いた地方都市中心市街地の人出等に対するCOVID-19感染拡大防止対策の影響分析
- シミュレーションにより非線形計画モデルを用いる信号制御の検証
- 地方都市のコンパクト化を支える公共交通ネットワークのあり方
- コミュニティ交通の持続可能性に影響する要因の考察
- 持続可能な地域を支える地域モビリティ
- 自動運転の社会受容性と社会実装の考察
- 先進運転支援システムによる高齢運転者に対する効果

都市計画学の対外啓蒙活動として、名古屋工業大学でワークショップ（テーマ：コミュニティのためのモビリティ - MaaSや自動運転の現状と課題を踏まえて）の講師も行っている 。